# Frustracja seksualna
Frustracja seksualna – negatywne uczucia w odpowiedzi na niemożność zaspokojenia własnych potrzeb seksualnych. Przeszkoda ta może być jednorazowa, albo może działać w sposób ciągły i systematyczny.
Inaczej odbywa się to w przypadku stresora działającego w sposób ciągły. Przykładem może być stała niedyspozycja seksualna jednego z partnerów wywołana zaburzeniami seksualnymi (np. zaburzeniem wzwodu członka), inną chorobą somatyczną, nieobecnością partnera seksualnego lub jego stałym brakiem (np. z powodu nieatrakcyjności, nieśmiałości itp.). Niezaspokojenie potrzeby seksualnej może powodować powstawanie napięć w relacjach z innymi ludźmi, a nawet problemów zdrowotnych. Sytuacja taka jest szczególnie charakterystyczna dla osób, które nie akceptują zachowań autoerotycznych, a pojawiające się napięcie seksualne nie jest przez nich prawidłowo rozpoznawane. Innymi słowy nie masturbują się, a napięcie seksualne odczytują jako zdenerwowanie i przypisują je np. negatywnym zachowaniom otaczających ich ludzi.
Psychoterapia pozwala takim osobom zrozumieć motywy własnego zachowania, co w znacznym stopniu poprawia ich relacje z innymi ludźmi.